# Kinderpuder-Skandal in Frankreich
Im Kinderpuder-Skandal in Frankreich starben 103 Säuglinge an Arsenvergiftung.

## Ereignisse
Im Jahr 1952 produzierte und verkaufte das französische Laboratorium Daney aus Bordeaux eine Charge Kinderpuder der Marke Baumol, das stark arsenhaltig war. Infolgedessen erkrankten nahezu 500 Säuglinge und Kleinkinder mit Vergiftungssymptomen wie Lähmungserscheinungen oder anderen gesundheitlichen Erscheinungen. 103 von ihnen starben an den Folgen der Vergiftung.
Im sogenannten Kinderpuder-Prozess wurde 1959 der pharmazeutische Leiter und Mitbesitzer des Laboratorium Daney, der Apotheker Jacques Cazenave, zu 18 Monaten Gefängnis auf Bewährung und einem Schadenersatz von 200.000 anciens francs verurteilt.